# Gerlier Ier de Limbourg
Gerlier Ier de Limbourg (aussi appelé Gerlier d'Ysenburg ; né avant 1227; décédé en janvier 1289 à Schwarzwald) est le fondateur de la Maison de Limbourg (de) et seigneur de la ville de Limbourg-sur-la-Lahn et de quelques bourgs aux environs à partir de 1258.

## Biographie
Après la mort de son père Henri Ier d'Isembourg en 1227, Gerlier et son frère Henri II d'Isembourg gèrent le patrimoine paternel. Depuis 1247 Gerlier porte le titre de Seigneur de Limburg. Le 22 mai 1258, l'héritage de la maison de Limbourg est partagé : Gerlier hérite de la ville, et Henri du comté d'Isembourg.
Vers 1231, Gerlier ramène d'un voyage en Italie des franciscains, auquel il permet la construction d'un monastère à Limbourg. Ce monastère sera ensuite soutenu par la maison de Limbourg.
Gerlier s'allie aux opposants à la Maison de Hohenstaufen. Il participe probablement au pillage de Worms en 1243-44. Après le Grand Interrègne, il soutient Rodolphe Ier de Habsbourg. En 1276, il est chargé par l'empereur de confirmer le Comte de Diez (de) dans son fief.
En 1279, la ville de Limbourg se révolte contre Gerlier, qui doit s'enfuir et ne parvient à revenir dans son Château de Limbourg (de) qu'après avoir fait de nombreuses concessions aux bourgeois. Dans les négociations, ce sont les échevins de Francfort-sur-le-Main qui servirent d'arbitres. Après son retour au château de Limbourg, Gerlier le fit agrandir : la tour résidentielle date de cette époque.
Pour appuyer sa position, Gerlier fit des alliances avec les familles nobles voisines, les Nassau, les Maison de Westerburg (de) et les comtes de Diez. Sa fille Agnès épouse Henri Ier de Westerburg en 1267. Vers 1270 c'est sa fille Imagine qui épouse le comte Adolphe de Nassau, qui deviendra ensuite roi. Adolphe de Nassau confiera à Gerlier la responsabilité du château impérial de Kalsmunt (de) près de Wetzlar en 1287. Le 5 juin 1288 il participe à la Bataille de Worringen aux côtés d'Adolphe de Nassau et d'Henri de Westerburg, pour soutenir l'archevêque de Cologne, Siegfried de Westerburg. La défaite n'eut pas de grandes conséquences pour Gerlier.
Gerlier meurt en 1289 pendant la campagne de la Forêt Noire à laquelle il participait aux côtés de l'empereur Rodolphe. C'est son fils Jean Ier qui lui succède à Limburg.

## Mariage et descendance
Gerlier a épousé Imagina von Blieskastel († 1281). De leur union sont nés au moins cinq enfants :
- Jean Ier (de), Seigneur de Limbourg dans Limburg-an-Lahn
- Gerlier II von Greiffenstein, qui a été marié, entre 1267 et 1273, à une héritière de la maison de Hachenburg
- Henri (*?; † 1279/80), marié à Adélaïde de Diez
- Agnès (*?; † 1319), mariée en juillet 1267 à Henri Ier von Westerburg
- Imagine (*?; † 29 septembre 1318 à l'abbaye de Klarenthal), mariée au comte Adolphe de Nassau, reine de 1292 à 1298

## Sources
- (de) Cet article est partiellement ou en totalité issu de l’article de Wikipédia en allemand intitulé « Gerlach I. (Limburg) » (voir la liste des auteurs).